# Karlstads-Tidningen
Il Karlstad-Tidningen è un quotidiano svedese di orientamento liberale, stampato a Karlstad.
Il primo numero fu pubblicato il 15 novembre 1879 con il nome di Karlstads Tidning. Nel 2001 è stato acquistato dalla Värmlands Folkblad.